# Afrikanische Wasserratte
Die Afrikanische Wasserratte (Colomys goslingi), auch als Afrikanische Waldbachmaus bezeichnet, ist eine afrikanische Nagetierart aus der Gruppe der Altweltmäuse (Murinae).

## Allgemeines
Die Kopfrumpflänge beträgt 11 bis 14 Zentimeter, hinzu kommt ein 13 bis 19 Zentimeter langer Schwanz. Das Fell ist oberseits braun und unterseits weiß gefärbt. Die Brauntönung wird von vorne nach hinten dunkler und ist im hinteren Rückenteil fast schwarz. Der lange Schwanz ist schuppig und fast unbehaart.
Afrikanische Wasserratten haben ein bruchstückhaftes Verbreitungsgebiet im mittleren Afrika. Sie sind aus Liberia, dem westlichen Kamerun und von der Demokratischen Republik Kongo bis Äthiopien und Angola beheimatet. Sie ist meist entlang von bewaldeten Flussufern zu finden und ist ein Bewohner von Sümpfen und Regenwäldern.
Sie sind nachtaktive Tiere, die Baue an Flussufern anlegen. Die Nahrung suchen sie in sehr flachem Wasser. Hier waten sie durch den Schlamm und spüren mit den Schnurrbarthaaren (Vibrissen) Würmer, Wasserinsekten, Schnecken und Krebstiere auf. Pflanzenteile werden dagegen nur selten gefressen. Wasserratten können gut schwimmen, nutzen diese Fähigkeit aber nur auf der Flucht oder bei erzwungenem Ortswechsel.
Laut IUCN zählt die Art nicht zu den gefährdeten Arten.

## Systematik
Die Afrikanische Wasserratte ist Namensgeber der Colomys-Gattungsgruppe innerhalb der Altweltmäuse, die daneben noch die Äthiopischen Wassermäuse (Nilopegamys) und die Breitkopfmäuse (Zelotomys) umfasst.
Nach genetischen Untersuchungen von Lecompte et al. (2008) sind die Tiere der Colomys-Gruppe Teil einer afrikanischen Radiation der Altweltmäuse, die daneben noch die Stenocephalemys-Gruppe beinhaltet und die manchmal als Praomyini zusammengefasst wird.
Die Gattung Colomys galt ursprünglich als monotypisch mit Colomys goslingi als einziger Art. Im Oktober 2020 wurde die Unterart Colomys goslingi eisentrauti in den Status einer eigenständigen Art versetzt und zwei Arten wurden neu beschrieben, Colomys wologizi und Colomys lumumbai. Schwestergattung von Colomys ist Nilopegamys.